# سید محمد حسینی (نماینده مهاباد)
سید محمد حسینی (زادهٔ ۱۳۳۲ - درگذشته ۱۴ آبان ۱۳۹۹) نمایندهٔ حوزهٔ انتخابیهٔ مهاباد در دورهٔ سوم مجلس شورای اسلامی بوده‌است.